# Malawisk kwacha
Malawisk kwacha (MK - Malawian kwacha) är den valuta som används i Malawi i Afrika. Valutakoden är MWK. 1 Kwacha = 100 tambala.
Valutan infördes 1971 och ersatte det tidigare malawiska pundet och har fått sitt namn från bantuspråket chichewas ord kwacha för "gryning" och tambala för "ungtupp".

## Användning
Valutan ges ut av Reserve Bank of Malawi - RBM som grundades 1965, ombildades 1989 och har huvudkontoret i Lilongwe.

## Valörer
- mynt: 1, 5 och 10 Kwacha
- underenhet: 1, 2, 5, 10, 20 och 50 tambala
- sedlar: 20, 50, 100, 200, 500, 1 000, 2 000[1] 5 000 Kwacha